# Tour de Kamieniets
La Tour de Kamieniets (biélorusse : Камянецкая вежа, Kamianietskaïa vieja), parfois appelée la « Tour Blanche » (biélorusse : Белая вежа, Bielaïa Vieja), est une tour de briques située près de Kamieniets en Biélorussie.
Elle fut construite entre 1271 et 1289 par l'architecte Aliexa, à la frontière nord de la principauté de Volhynie.